# Bernd Storck
Bernd Storck, OMU (n. 25 ianuarie 1963, Herne, Germania) este un fost fotbalist profesionist german și actual antrenor de fotbal.

## Cariera de jucător
Storck și-a făcut debutul ca jucător în Bundesliga la VfL Bochum, jucând pe poziția de fundaș. În vara anului 1983, el s-a transferat la Borussia Dortmund, unde a rămas timp de șase ani. Cel mai mare succes al său ca profesionist a fost câștigarea DFB-Pokal 1988-1989. A jucat în 170 de meciuri din Bundesliga și a marcat opt goluri.

## Cariera de antrenor
După ce și-a încheiat cariera de jucător, a urmat un curs de antrenor și a fost antrenor secund la Borussia Dortmund, VfB Stuttgart, Hertha BSC, VfL Wolfsburg și Partizan.

### Almatî
La mijlocul sezonului 2008, el a fost numit antrenor al echipei kazahe FC Almatî, pe care a ajutat-o să evite retrogradarea în 2008.

### Kazahstan
În același timp, el a antrenat și echipa națională de sub 21 de ani a Kazahstanului.
La 1 martie 2010, Storck a semnat un nou contract pe un an ca selecționer al echipei naționale a Kazahstanului. Viktor Katkov, vicepreședintele Federației de Fotbal a Kazahstanului, a declarat: „Tânăra noastră echipă progresează cu fiecare meci, după cum au arătat meciurile cu Croația și Ucraina de la sfârșitul preliminariilor Campionatului Mondial de Fotbal 2010. Filozofia fotbalistică a lui Bernd este una modernă și suntem siguri că va promova îmbunătățirea în continuare”. Storck a adăugat: „Sunt mândru să am oportunitatea de a-mi continua munca cu Federația de Fotbal a Kazahstanului. Am făcut progrese și sunt dornic să continui să lucrez cu echipa. Este interesant pentru mine să văd cum se dezvoltă tinerii fotbaliști, iar întregul fotbal kazah se dezvoltă în acest moment și statutul său în Europa se îmbunătățește. Sper că munca noastră împreună va da roade și că echipa poate face fanii mândri în preliminariile pentru Euro 2012”.
El a fost demis la 16 octombrie 2010, după un start slab în preliminariile Campionatului European de Fotbal 2012, pierzând în fața Turciei, Austriei și Belgiei. Ultimul său meci a fost o înfrângere cu 3-0 în fața Germaniei. Saian Hamitjanov, secretarul general al Federației de Fotbal din Kazahstan, a declarat: „Putem vedea că echipa progresează, deoarece jucătorii tineri dobândesc o experiență importantă. Cu toate acestea, el (Storck) a avut sarcina de a aduna cel puțin trei puncte în patru meciuri și acest lucru nu a fost făcut. Acesta este motivul pentru care federația a decis să apeleze la un alt antrenor.”

### Ungaria Sub-20
Storck a fost antrenorul echipei naționale sub 20 de ani a Ungariei la Campionatul Mondial de Fotbal Sub-20 2015. Ungaria a câștigat meciul de deschidere împotriva Coreei de Nord, deoarece a pierdut în fața Braziliei și Nigeriei în celelalte meciuri din faza grupelor. Cu toate acestea, în optimi, a fost eliminată de câștigătoarea turneului, Serbia, cu 2-1 în prelungiri.

### Ungaria
La 20 iulie 2015, a fost numit în funcția de selecționer al echipei naționale a Ungariei după demisia lui Pál Dárdai, care a devenit antrenor al clubului Hertha BSC din Bundesliga.
Pe 4 septembrie 2015, Ungaria a remizat 0-0 cu România pe Groupama Arena, iar trei zile mai târziu, pe 7 septembrie 2015, Ungaria a remizat cu Irlanda de Nord pe Windsor Park.
Ungaria s-a calificat la UEFA Euro 2016 pe 15 noiembrie 2015, după 44 de ani de când Ungaria s-a calificat la UEFA Euro 1972. Ungaria a învins Norvegia în prima manșă a barajului de calificare la UEFA Euro 2016 cu 1-0. Unicul gol a fost marcat de László Kleinheisler, care nu jucase niciun meci în sezonul 2015-2016 la clubul său, Videoton. În meciul retur, echipa lui Storck a învins Norvegia cu 2-1 și s-a calificat la turneul final din Franța.
La o zi după succesul din barajul cu Norvegia, Storck și-a prelungit contractul cu Federația Maghiară de Fotbal până la sfârșitul Campionatului European de Fotbal 2016.
Pe 14 iunie 2016, în primul meci din cadrul grupei F a Campionatului European de Fotbal 2016, Ungaria a reușit o victorie cu 2-0 în fața Austriei, pe Nouveau Stade de Bordeaux. Trei zile mai târziu, pe 18 iunie 2016, echipa lui Storck a remizat 1-1 cu Islanda pe Stade Vélodrome. În ultimul meci din grupă, Ungaria a remizat 3-3 cu Portugalia pe Parc Olympique Lyonnais pe 22 iunie 2016.
El și-a prezentat demisia pe 15 iunie 2017, după o înfrângere șocantă cu 1-0 în fața Andorrei în meciul de calificare pentru Campionatul Mondial de Fotbal 2018. Cu toate acestea, directorul Federației Maghiare de Fotbal nu a acceptat demisia sa și, prin urmare, Storck a fost confirmat în funcția sa și a primit o altă oportunitate de a câștiga mai multe puncte în timpul procesului de calificare.
La 17 octombrie 2017, Storck a părăsit de comun acord postul de selecționer al Ungariei.

### Sepsi OSK
Pe 1 decembrie 2023, el a fost instalat în funcția de antrenor principal al echipei din SuperLiga României Sepsi OSK. În septembrie 2024, dupa patru înfrângeri consecutive, Storck a fost demis de către club.

## Premii
La 15 martie 2018, Storck a fost decorat cu Ordinul de Merit al Ungariei.

## Palmares

### Ca jucător
Borussia Dortmund
- DFB-Pokal: 1988–89

### Ca antrenor
Almatî
- Cupa Kazahstanului finalist: 2008